# Concertos
Concertos is een studioalbum van de van origine Oostenrijkse trompettist en componist Michael Mantler. Het album bevat zeven korte concertos voor uiteenlopende instrumenten, waarbij een kamerorkest de begeleiding verzorgt. Het album is opgenomen in Berlijn, behalve de solopartijen van Mantler (Pernes-les-Fontaines) en Rudd (Union City (New Jersey)).
In 2007 speelde Mantler samen met het Kammerensemble Neue Musik Berlin op het JazzFest in die stad in het kader van zijn Concertos-project. Al eerder waren er een symfonie en nu een reeks miniconcerten. De muziek daarvoor was/is deels uitgeschreven en deels improvisatie. Opmerkelijk is het laatste concerto op het muziekalbum; solist is Nick Mason; slagwerker van Pink Floyd. Niet het meespelen is bijzonder, Mason en Mantler musiceerden al vaker met elkaar, maar een solo voor Mason kwam in Pink Floyd nauwelijks voor.

## Orkestratie
- solist: trompet, gitaar, saxofoon, marimba, trombone, piano en percussie;
- dwarsfluit, hobo, klarinet / basklarinet en basklarinet;
- trompet, trombone en tuba
- gitaar (tevens solist), piano (tevens solist) en marimba / vibrafoon (tevens solist)
- 2 violen, altviool, cello en contrabas.

## Composities
1. Trumpet (7:04); solist Mantler zelf
2. Guitar (8:30); solist Bjarne Roupé met wie Mantler vanaf de jaren 80 speelde;
3. Saxophone (6:10); solist Bob Rockwell
4. MarimaVibe (9:53); voor en door solist Pedro Carneiro
5. Trombone (10:07); solist Roswell Budd
6. Piano (12:04); solist Majella Stockhausen
7. Percussion (5:16); solist Nick Mason.